# Moravský Svätý Ján
Moravský Svätý Ján (maďarsky Morvaszentjános) je obec na Slovensku v okrese Senica. Žije zde přibližně 2 100 obyvatel.

## Poloha
Obec Moravský Svätý Ján je hraniční obcí mezi Slovenskou republikou a Rakouskou republikou. Leží v jihozápadní části okresu Senica u řeky Morava. Přes obec prochází silnice I / 2 z Malacek do Kútů a železniční trať Bratislava–Břeclav.

## Dějiny
Nejstarší písemná památka o obci pochází z roku 1449. V 16. století se do obce přistěhovali habáni, známí svou výrobou keramiky. K nejvýznamnějším památkám patří římskokatolický farní kostel Sv. Jana Křtitele z roku 1842, habánská kaple Narození Páně z roku 1839, kaple Navštívení Panny Marie (na Salaši) z roku 1881 a barokní zámeček.
Obec byla od svého vzniku známá jako Svätý Ján (maďarsky Szentjános), přičemž přívlastek přívlastek "moravský" (Morvaszentjános) přidali uherští úředníci až ve statistickém lexikonu v roce 1913. V roce 1920 tento název plynule přešel do současné úřední podoby ve slovenštině. Při změnách v územně-správní organizaci roku 1960 se název naopak dočasně (do roku 1992) zredukoval pouze na Moravský Ján.

## Turismus
Nedaleko obce se nachází státní přírodní rezervace Čeker - Čertova studna, zřízená na ochranu přírodních společenstev mrtvého ramene řeky Moravy.
Oblast kolem řeky Moravy nabízí značené cyklotrasy po upravených asfaltových komunikacích v rámci Moravské cyklistické cesty až do bratislavského Děvína, resp. napojení cyklostezky do Rakouska přes most. Obec je také vyhledávaným místem pro další rekreanty a turisty, především sportovní rybáře, myslivce a rekreační sportovce.

## Osobnosti
- Margita Abrahámová (1933–2005), operní pěvkyně

## Galerie

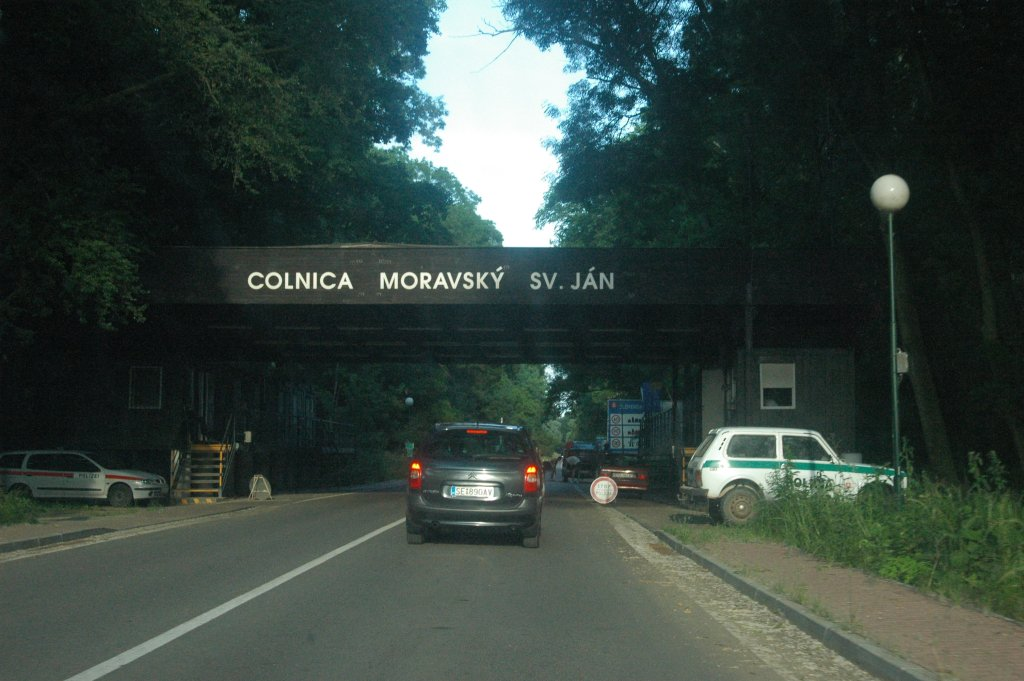
Bývalý přechod do Rakouska
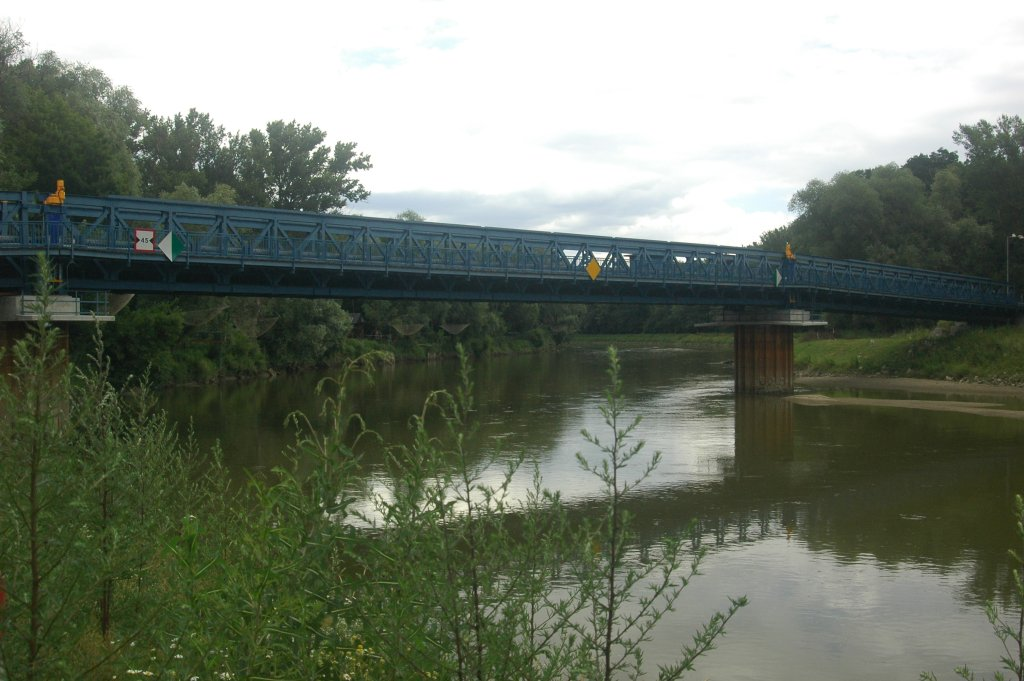
Most přes řeku Moravu
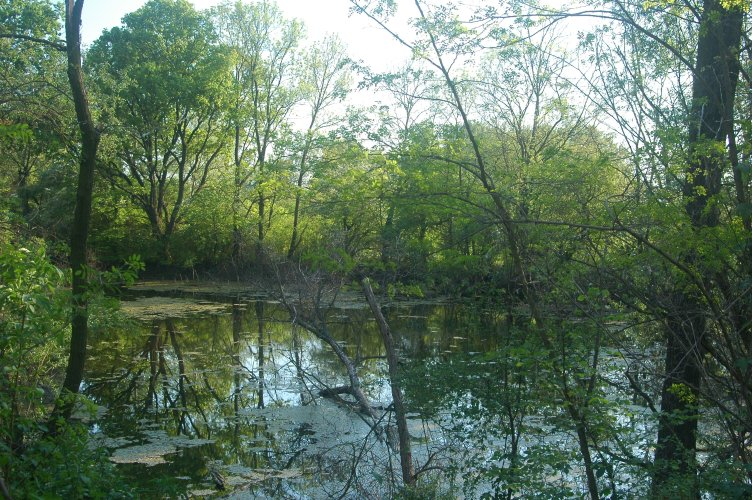
Jezírko poblíž řeky Moravy
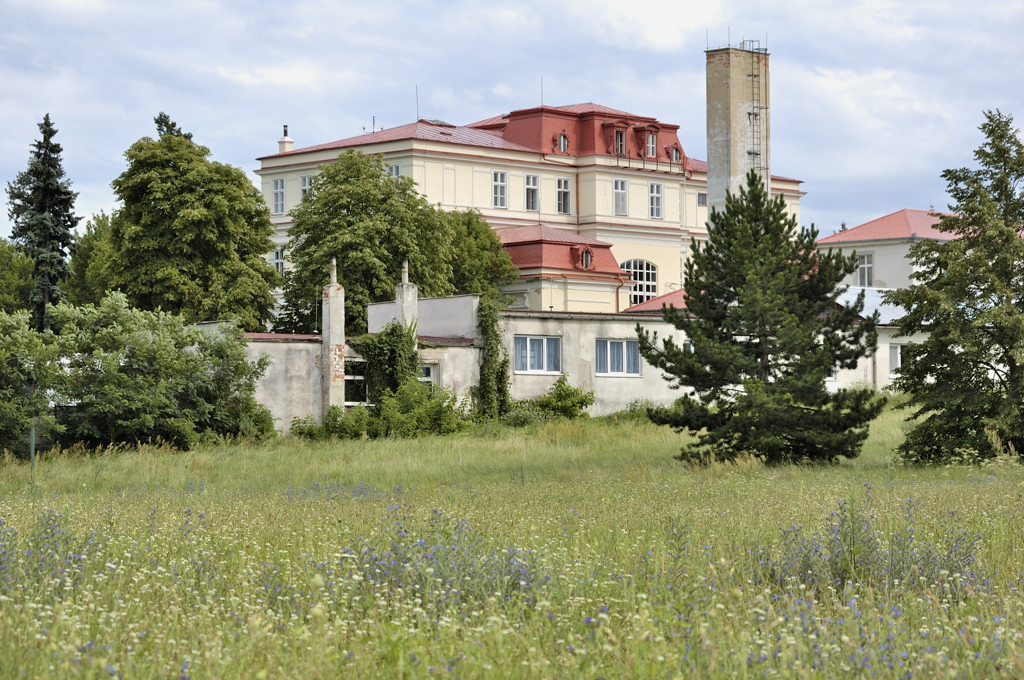
Barokní kaštel